# Anton Žember
Anton Žember (* 19. ledna 1953, Diviacka Nová Ves) je bývalý slovenský fotbalista.

## Fotbalová kariéra
V československé lize hrál za Plastiku Nitra. V československé lize nastoupil ve 22 utkáních. Dále hrál za Baník Prievidza v 1. slovenské národní lize.

## Ligová bilance
| Ročník                                   | Zápasy | Góly | Klub           |
| ---------------------------------------- | ------ | ---- | -------------- |
| 1. československá fotbalová liga 1980/81 | 22     | 0    | Plastika Nitra |
| LIGA CELKEM                              | 22     | 0    |                |